# Attila Petschauer
Attila Petschauer (hongarès: Petschauer Attila)  (Budapest, 14 de desembre de 1904 - Camp de concentració de Davidovka, 20 de gener de 1943) fou un tirador d'esgrima hongarès que va competir durant les dècades de 1920 i 1930. Nascut a Budapest, era jueu.
Especialista en el sabre, el 1928 va prendre part al Jocs Olímpics d'Amsterdam, on va guanyar la medalla d'or en la prova del sabre per equips i la de plata en la prova individual de sabre del programa d'esgrima. Quatre anys més tard, als Jocs de Los Angeles, revalidà la medalla d'or en la prova de sabre per equips, mentre en la prova individual de sabre fou cinquè.
En el seu palmarès també destaquen set medalles al Campionat d'Europa d'esgrima, dues d'or en sabre per equips (1930, 1931), dues de plata en sabre individual (1925, 1929) i tres de bronze en sabre individual (1923, 1927, 1930).
S'explica que Petschauer va ser arrestat pels nazis el 1943 i enviat a un camp de treball a Davidovka, Ucraïna. Allà fou torturat i assassinat sota les ordres d'un oficial hongarès, un antic genet olímpic anomenat Kalman Czéh. El lluitador Károly Kárpáti explica com fou la seva mort: "Els guàrdies van cridar: Tu, medallista olímpic d'esgrima... vegem com pots pujar arbres. Era al bell mig de l'hivern i feia molt de fred, però van ordenar que el despullessin, i pugés a un arbre. Els guàrdies, divertits, li van ordenar que es posés com un gall i el van remullar amb aigua. Congelat, va morir poc després."
Un relat fictici de la seva vida i mort es va mostrar a la pel·lícula de 1999 Sunshine, protagonitzada per Ralph Fiennes.
Investigacions recents fetes pels historiadors Csaba B. Stenge i Krisztián Ungváry mostren que segons els registres de l'exèrcit hongarès, Petschauer va morir de tifus en un camp de concentració soviètic.
El 1985 fou incorporat a l'International Jewish Sports Hall of Fame.